# Црква Рођења Пресвете Богородице у Милошевцу
Црква Рођења Пресвете Богородице у Милошевцу, месту у општини Велика Плана, подигнута је 1870. године, док се често наводи у литератури, да је њу градио Јохан Кригер 1842. године. 
Представља непокретно културно добро као споменик културе.

## Архитектура
Црква у Милошевцу, посвећена Рођењу пресвете Богородице, изграђена је у класицистичком духу, као једнобродна грађевина са куполом. Просторно је подељена на олтарску апсиду на истоку, наос са правоугаоним певницама и припрату са галеријом и звоником на западу. Обраду фасаде карактеришу архитектонско-декоративни елементи попут подеоног и кровног венца, фриза слепих аркадица и пиластара, прозорски отвори у виду монофора и наглашени портали.
Изузетну уметничку целину у цркви представљају иконе на олтарској прегради изведеној у класицистичком духу, рад Николе Марковића иконописац из Пожаревца. Унутрашње зидове цркве карактерише посебан ефекат обједињавања простора сликаном имитацијом мермера тзв. мраморисање, флорално-геометријски орнамент који прати архитектонске елементе и сликани медаљони.
Црква поседује вредене примере богослужбених књига, сасуда и икона.